# Acacia insularis
Acacia insularis é uma espécie de leguminosa do gênero Acacia, pertencente à família Fabaceae.